# Теория праздного класса
«Теория праздного класса: экономическое исследование институций» (англ. The Theory of the Leisure Class: An Economic Study of Institutions, 1899) — книга американского экономиста Торстейна Веблена. Одна из первых работ, рассматривающих моду как аналитическую систему.
В этой книге американский учёный предлагает использовать при анализе экономических явлений категориальный аппарат биологической динамики и считает эволюцию общества процессом естественного отбора институтов. Согласно Т. Веблену, в основе экономических процессов лежат психология, биология и антропология. Американский экономист исследовал проблемы, связанные с вмешательством государства в экономику. Главную роль в экономическом развитии, считает Т. Веблен, должна играть технократия, поэтому он предлагал передать руководство хозяйством и государством производственно-технической интеллигенции. По его мнению, при правительстве должен существовать своеобразный «мозговой центр» из интеллектуалов, технических специалистов, способствующих более рациональной деятельности государства. Предмет экономической науки, по мнению Т. Веблена, лежит в области исследования мотивов поведения потребителей.
Основными инстинктивными склонностями людей, по мнению американского экономиста, являются:
- Инстинкт мастерства;
- Инстинкт праздного любопытства;
- Родительский инстинкт;
- Склонность к приобретательству;
- Набор эгоистических склонностей;
- Привычки.

Праздным классом, по Т. Веблену, являются собственники, которые вместо рационального производства переключаются на демонстративное потребление.

## Содержание книги

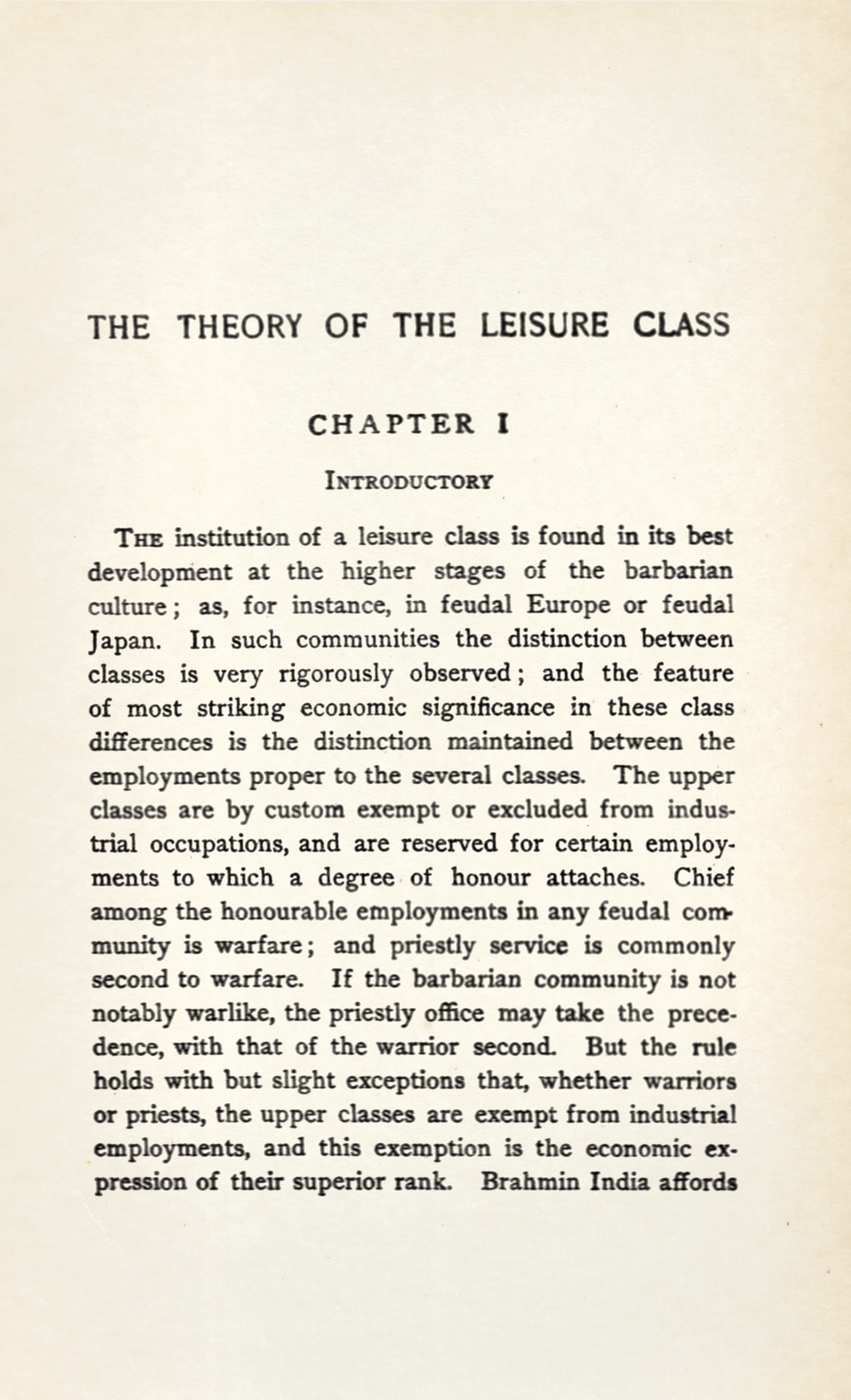
Theory of the leisure class, 1924

В состав книги входит Предисловие и 14 глав:
1. Вводная
2. Денежное соперничество
3. Демонстративная праздность
4. Демонстративное потребление
5. Денежный уровень жизни
6. Денежные каноны вкуса
7. Одежда как выражение денежной культуры
8. Освобождение от производства и консерватизм
9. Сохранение архаических черт
10. Современные пережитки доблести
11. Вера в удачу
12. Соблюдение обрядов благочестия
13. Случаи сохранения независтнического интереса
14. Высшее образование как выражение денежной культуры

## Теория праздного класса
Экономическая теория в своих расчётах часто делает акцент на потреблении накопленных благ, где целью приобретения и накопления считается потребление, основанное на физических или духовных, эстетических и других нуждах и потребностях индивида. Веблен критикует данную позицию и утверждает, что мотивом потребления может быть не только острая потребность в каких-либо товарах, благах, но и денежное соперничество. Оно выражается в том, что индивиды совершают те или иные покупки товаров или услуг не от нужды, а потому что это считается модным, востребованным и значимым среди людей своего класса или высших слоёв. Любая покупка делает «честь» своему законному правообладателю, прибавляет её обладателю престиж, почёт и уважение. Говоря в терминах подхода П. Бурдье, материальное приобретение вещи одновременно обогащает экономический капитал личности (материальная собственность — экономический капитал в его объективированной форме) и «конвертируется» в символический капитал, дающий социальное преимущество данному человеку по сравнению с остальными. Приобретение блага и получение авторитета, связанного с обладанием этим благом, вызывает зависть остальных и мотивирует их к приобретению собственности.

### Природа и происхождение праздных классов
Понятие «праздного класса» впервые появляется в его книге «Теория праздного класса», опубликованной в 1899 году. Этим термином обозначается класс собственников, ведущих праздный образ жизни: они не занимаются тяжёлым физическим трудом, покупают собственность и товары, недоступные для большинства других слоёв, причём характер приобретения товаров и услуг носит демонстративный и показательный характер, а все их приобретения и символическая власть, связанная с владением данными богатствами, выставляется на обозрение всему остальному обществу. Термин «праздный» здесь употребляется в смысле непроизводительного потребления времени.
Праздный класс зарождается совместно с институтом частной собственности. Прослеживая истоки права на обладание, Т. Веблен обращается к истории варварских племён, где захват и угон женщин в рабство породил начальный вид собственности как таковой: собственности в форме брака. Стоит отметить, что архаичные племена и ранее имели в своём пользовании необходимые и полезные предметы, однако данное использование благ не мыслилось как неотъемлемая собственность индивида, который их присвоил. В дальнейшем в пользу собственников стали отчуждаться и продукты труда женщин-рабынь, вследствие чего появилось и закрепилось право собственности на вещи. Эти два института закрепились в форме обычаев и стали знаковыми символами, подтверждающими достижения и силу их владельцев. Следующий этап развития права собственности связывается Вебленом с производственной деятельностью. Период, когда показателем доблести были военные трофеи, выигранные в последней битве, уходит в прошлое, оставляя за собой привычку определять социальное положение и статус человека на основании его накопленного богатства. Таким образом, в любом обществе, где существует хоть малейшее разделение труда и налажена производственная деятельность, будет существовать и негласный мотив конкуренции, определяющий способы, виды и формы демонстративного потребления. Веблен под «праздным классом» понимает в основном высшие средние и высшие слои общества, хотя чёткого определения ему сам он не даёт. Такая условность в очерчивании границ «праздных классов» позволяет использовать эту категорию в различных регистрах социальной стратификационной системы.

### Демонстративное потребление
Демонстративный вид потребления в большинстве своём проявляется только в тех классах, которые не сосредоточены на приобретении товаров по физической необходимости. Вместе с тем, даже в необеспеченных слоях населения мотив потребления из-за нужды может быть не единственно верным. Тенденция приобретать товары демонстративным образом увеличивается по мере продвижения от низших слоёв к высшим. Характер приобретения товаров превращается в борьбу за постоянное увеличение богатства и гонку за респектабельностью. У каждого социального класса существует некоторая доля материальных ценностей, базовый набор благ, которым необходимо владеть человеку, который хочет соотносить себя или соотносит с данной группой. По мере продвижения вверх по социальной лестнице человеком движет мотив «денежного соперничества»: целью становится приобретение большего денежного капитала, а значит и власти, признания, уважения со стороны остальных членов общества. Достигнув некоторого желаемого экономического состояния, данный стандарт подменяется новым и человек вынужден снова и снова приобретать вещи, чтобы его считали представителем того класса, с кем он себя сравнивает. Вместе с тем, данный мотив не является определяющим. Так, например, желание большего комфорта и безопасности присутствует в качестве мотива на каждой стадии процесса накопления в современном индустриальном обществе, в то время как сам стандарт достаточности зависит от привычки денежного соперничества. В качестве результата такой борьбы выступает более трудолюбивое и усердное отношение людей к своей деятельности, но только у низших слоёв, для которых производительный труд есть средство для приобретения материальных ценностей. У среднего класса результатом этой борьбы становится повышенное усердие и бережливость, а для праздных классов усердие подавляется вторичными факторами соперничества. Труд воспринимается как недостойное, низкое, унижающее достоинство занятие. Эта традиция отсылает нас к варварским, или как пишет Т. Веблен, «хищническим» обществам, где занятие трудовой деятельностью означает подневольное состояние, угнетение, слабость, несостоятельность и положение раба. В дальнейшем, денежное накопление и приобретение собственности перестаёт быть исключительным свойством узкой группы лиц, вследствие чего материальное накопление богатств утрачивает свой первоначальный смысл. Новыми атрибутами праздности становятся такие виды деятельности, которые сопряжены с временными затратами, не приносящими особого дохода, — например, кодекс джентльмена, правила этикета, нормы вежливости и воспитанности. Хотя они и не отражают наличие денежного капитала у того или иного лица, но его жесты, манера речи, поведение и вкус интерпретируются и распознаются другими членами общества как некий ресурс. В такой ситуации уважение и почтение индивидам будет присваиваться практически на случайной основе. Каноны воспитанности, правила хорошего тона постоянно претерпевают изменения, поскольку они подчинены механизму демонстративной праздности. В современном стратифицированном обществе тенденция в демонстрации своей власти и богатства путём ведения определённого образа жизни и стиля потребления настолько укоренилась, что становится незаметной и, что называется, «taken for granted», то есть воспринимается как данность.

### Подставное праздное потребление
По мере накопления богатств происходит разрастание структуры праздного класса и внутри него происходит дифференциация, появляется система рангов и ступеней. Выделяются высшие денежные слои, обладающие достаточным и экономическим, и символическим капиталом для ведения праздного образа жизни. Свою праздность они передают по наследству потомкам, а также выступают «меценатом» для чуть менее привилегированных социальных групп. Выделяется праздный безденежный слой, это, прежде всего, обнищавшая аристократия, сохраняющая чувство гордости и воспроизводящая лишь частично праздный образ жизни. Вследствие их недостаточного денежного состояния они вынужденно группируются вокруг высшей элиты, попадая в зависимость от них, например, через систему клятв верности и обетов. Вокруг данных персон также складываются сообщества «почитателей»: жён, детей, слуг, прочих вассалов, которые образуют класс подставных потребителей. Надо сделать уточнение: в круг подставных потребителей могут относиться как слуги, разного рода подданные, так и часть праздных господ, потерявших своё состояние и авторитет. Высоко поставленная прослойка класса праздных господ, осуществляющих поддержку и которые выказывают своё почтение вышестоящему лицу, не может быть отнесена к классу, воспроизводящему подставной тип потребления. Подставное потребление — это такой тип потребления благ, при котором слава и авторитет, связанный с потреблением тех или иных благ, передаётся лицу, который инвестирует данное потребление третьими лицами. Например, в обязанности слуг и придворных входит такой образ потребления, при котором другим членам сообщества было понятно, за чей счёт и во славу кого они осуществляют свои действия. Другими словами, это некоторое символическое капиталовложение вышестоящего праздного лица. Он инвестирует праздное потребление подставных потребителей, чтобы последние за счёт символических атрибутов выказывали ему своё признание и уважение.
По мере увеличения класса подставных потребителей возникает необходимость в различии лиц, осуществляющих данный вид потребления. Появляется целая система символов и знаков, которые идентифицируют подставное сообщество по принадлежности к праздному лицу. Такими внешними отличительными атрибутами становится форменная одежда и значки отличия.
Следствием ношения наглядных средств различения становится дифференциация по одежде и характеру выполняемых обязанностей. Класс подставных потребителей делится на знатных и незнатных, на свободных и зависимых (подданных), а выполняемая деятельность разделяется на почётную и непочетную. Признаки данного деления сохранились в настоящее время. По мере движения с верхов социальной лестницы к низам, данная дифференциация меняет свою форму, уменьшается до размеров потребления, но не пропадает. Женщина из среднего класса выступает подставным потребителем своего мужа, осуществляя функции подставной праздности и праздного потребления. В низших средних слоях и низших праздность, как таковая, не актуализирована, однако её механизм коммодифицируется в объектах домашнего хозяйства. Например, то, каким образом жена справляется с домашним хозяйством, как обустраивает дом (стиль, планировка пространства) является отражением приобретённых вкусовых предпочтений и норм, которые когда-то были усвоены с временными затратами на их освоение. Таким образом, чувство стиля, равно как и этикет, является частью праздного уклада жизни, который воспроизводится даже в низших слоях населения.
На уровне средних и низших классов отчётливо проявляется инстинкт мастерства. Его суть состоит в том, чтобы сделать своим призванием деятельность на благо человечества, исключив при этом бессмысленные траты времени и сил. Он присутствует в каждом человеке, независимо от его статусной и классовой позиции в обществе. Проявляется лучше всего в представителях низших и средних классов, так как в высших слоях общества он подавлялся долгое время праздным образом жизни. Инстинкт мастерства вступает в противодействие с праздным образом жизни, так как ставит под вопрос демонстративное потребление без полезной для общества цели. В результате борьбы этих двух сил наметилась тенденция к очередному изменению формы праздности: отныне она должна быть не только не связанной с производительным трудом, приносит почёт, славу и уважение, но и быть общественно полезной, культурно-обогащаемой для своего представителя. Жить в достатке и транслировать своё богатство остальным членам общества теперь недостаточно: необходимо получать социальное одобрение своей праздности.
В основе любой собственности лежит мотив денежного соперничества. Он предполагает материальное накопление богатств и конкуренцию на основе экономических ресурсов. В цивилизованных странах мотив денежного соперничества трансформируется в демонстративное расточительство, которое, в свою очередь, связано с приобретением товаров особенным образом. Так, на уровне средних классов, Т. Веблен, выделяет две группы потребляемых товаров: те, от которых могут отказаться в случае необходимости, и те, от которых будут отказываться в последнюю очередь. Та группа товаров, с которыми лицам труднее всего «расставаться»- это товары первой необходимости. Мотив, лежащий в основе их потребления — это мотив необходимости. Однако та группа товаров, от которых люди могут проще отказать и не приобретать их, имеет в своей основе мотив демонстративного расточительства. Это значит, что эта категория товаров будет потребляться по иным законам: праздная потребность будет управлять потреблением. Уровень денежных расходов, который индивид тратит на себя, соответствует уровню, принятому в обществе или социальной группе, к которой принадлежит данный индивид, и определяет его жизненный уровень.

### Денежные каноны вкуса
Выбор в пользу того или иного товара или услуги обусловлен классовым представлением праздного класса о том, что считается почётным, полезным и благопристойным. Вкусовые предпочтения у разных социальных классов — это тоже результат демонстративного потребления. Так, низшие слои считают один вид товаров красивым, достойным, поскольку накопленные денежные ресурсы им позволяют выбрать самый лучший из доступных для них. Соответственно, люди, обладающие большим денежным капиталом, могут позволить себе выбирать из большего диапазона товаров данного вида. Для них самый достойный товар будет отличаться от того «недостойного», который, в свою очередь, очень ценится среди представителей низшего класса. Стандарты вкуса, представления о красоте носят на себе отпечаток канонов денежного почтения. Таким образом, суждения вкуса не связаны с индивидуальными эстетическими взглядами, но представляют собой усвоенные общественные и классовые идеалы. Индивид имеет некоторую схему суждений, которая определяет, что является достойным, полезным, престижным, а что нет. Данная система и будет отражать характерные черты, которые соотносятся с классовой принадлежностью этого индивида, то есть будет отражать каноны вкуса потребления праздного класса, к которому он принадлежит. Каноны вкуса и предпочтений спускаются сверху: праздный класс, обладающий властью номинаций, определяет и устанавливает границы прекрасного/ужасного в рамках потребления, образа и стиля жизни, которые затем усваиваются представителями низших рангов и переходят в средние и низшие классы. Вместе с тем, высшие праздные классы не в силах кардинально изменить каноны потребления, распространяющиеся плавным градиентом на нижестоящие классы, из-за силы привычки, которая играет немаловажную роль в образе жизни остальных членов общества.
Одним из огромного множества, но в то же время главным маркером принадлежности к тому или иному социальному классу, является выбор одежды. Качество ткани, фасон, цвет, размер, бренд: все это служит не только человеческому комфорту, но и лучше всего демонстрирует платежеспособность людей, выставляя напоказ тем самым их социальную принадлежность. Одежда, как и любые другие объекты потребления (еда, предметы быта, домашние животные и прочее), также должны соответствовать канонам праздного вкуса. На ней не должно быть следов физической работы (потёртости, изношенности, грязи). Одежда как доказательство благопристойности включает в себя два принципа: демонстративного расточительства и демонстративной праздности. В первом случае, лицо показывает, что он обладает достаточным денежным капиталом для приобретения дорогой одежды. Второй принцип свидетельствует о том, что сама одежда, выбранная некоторым лицом, должна показывать, что человек, который будет её носить, никаким образом не связан с «непочетной» производительной деятельностью. Т. Веблен затрагивает ещё один принцип, но говорит о нём мало — о современности одежды. Он не отрицает постоянных изменений, происходящих в стилях одежды. Чтобы прояснить этот феномен, автор ссылается на моду как место пересечения сразу нескольких инстинктов и «праздных» процессов (демонстративного расточительства, благопристойности, дороговизны, принятых канонов почтенности и т. д.). Анализируя различные виды одежды, Т. Веблен выделяет три категории людей, которые своим облачением неизменно воспроизводят ранговую структуру праздного класса: мужчины, женщины и священнослужители. Если мужская одежда демонстрирует во всем проявление праздности, женская служит доказательством достатка мужчины и присваивает ему характерную долю почёта, то одежда священнослужителей предстаёт не чем иным, как свидетельством подставного потребителя. Статус его одежды приравнивается к одежде слугам, так как они неудобны, чрезмерно украшены, а также священнослужитель ведёт специфичный образ жизни, воздерживаясь от полезной работы.

### Эволюция общества и социальные институты
Являясь сторонником теории Ч. Дарвина, Т. Веблен утверждает, что все социальные изменения есть результат борьбы за существование. Человек в своей жизнедеятельности вынужден приспосабливаться к окружающей среде: к природным условиям, общественным, вынужден соотноситься с собственными физическими и духовными характеристиками. Эволюция общественного устройства является результатом процесса эволюции социальных институтов.
Социальные институты выступают формами организации наиболее приспособленного и способствующего выживанию образа жизни и поведения в каждом конкретном обществе. Именно из-за его приспосабливающей функции они кристаллизуются и закрепляются в достаточно устойчивые структуры. Однако, процесс социальных изменений, вызванных сдвигами в условиях существования, не стоит на месте. К тому времени, когда социальные институты закреплены, действительность уже не соответствует этим требованиям и нормам. В этой связи институты становятся консервативным элементом в социуме. Они закрепляют практики и привычные взгляды, установки на вещи людей, путём принудительного отбора. Видоизменения в структуре института происходят по мере того, как новые социальные практики индивидов отличаются от прежних, но и не вытесняются за границы «приемлемого». В этой связи развитие институтов является развитием самого общества.
Т. Веблен разделяет современные экономические институты условно на два класса: финансовые институты и производственные. Вслед за ними он также проводит демаркационную линию между видами деятельности, связанными с этими институтами. В первую категорию он относит все виды занятости, которые связаны с приобретением собственности или правом её обладания. Во вторую категорию включаются такие виды деятельности, которые связаны с искусством мастерства или производственным трудом. Таким образом, нетрудно догадаться, что экономические интересы праздного класса будут лежать в рамках финансовых занятий, а среднего и низшего класса — и в первой, и во второй категории со значительным перевесом в сторону производства.
В стадиях развития культуры Т. Веблен выделяет четыре периода, делая большой акцент на втором и третьем: дохищнический, хищнический, квазимиролюбивый и современный периоды. Главным основанием для разделения служат экономические условия существования. Дохищнический период, или период миролюбивого варварства, связан с оседлым типом хозяйствования, где институт частной собственности как таковой ещё не сформировался. Хищнический период характеризуется ведением войн, захватом трофеев и благ, подчинением и присвоением чужой собственности и выстраивании за счёт неё собственного признания и статуса. На квазимиролюбивой стадии социальный статус выстраивается не на насилии, а на механизме материального накопления богатства, имеющем в своей основе мотив денежной конкуренции и демонстративного потребления. Современный этап характеризуется размытием черт квазимиролюбивого периода, вызванных действием множества экономических сил различной направленности.

### Современные пережитки доблести
Отношения праздного класса с промышленным производством имеют денежный характер. Именно денежный капитал или покупательная способность является определяющим фактором для вступления в класс «праздных». Также на базе пригодности к установленному стандарту потребления происходит непрерывное перераспределение людей внутри класса, исключая одних, и принимая в свои ряды новых членов сообщества (если таковые имеются). Вместе с тем праздный класс несёт в себе пережитки архаичного прошлого, особенно это выражается в образе и стиле жизни, манерах, привычках. Большинство стандартов, которые декларируются высшими слоями, есть не что иное, как поменявшие форму, но не содержание, завуалированные идеалы и инстинкты хищнических обществ. Навязываемые высшим слоем, они распространяются на средние и низшие классы, формируя у них стиль жизни, который имманентно поддерживает данную систему общественного устройства. В качестве таких хищнических свойств Т. Веблен указывает на склонность к сражению (воинственный дух, чувство патриотизма, институт дуэли, спортивная деятельность, охота, рыбалка и т. д.). Поскольку война считалась почётным занятием, то воинская доблесть аккумулировалась в руках высшего класса. Управление обществом также имеет хищнические корни, поскольку руководство как таковое ассоциировалось с определённым уровнем признания, уважения и благочестивой репутации, которые, в свою очередь, вырастали из боевой славы и накопленного богатства человека. Спорт во всех его многообразных видах и формах, начиная с атлетики и стрельбы и заканчивая шахматами, имеет в своей основе аналогичную склонность к соперничеству и является отголоском прошедшей варварской культуры. Подобным образом происходит с охотой и рыбалкой. Все эти виды деятельности являются проявлениями хищнического темперамента, который неизменно соотносится с доблестью и благопристойностью праздного класса.

## Первое издание
- Veblen T. The Theory of the Leisure Class: An Economic Study of Institutions. New York: The Macmillan Company, 1899.

## Переводы
На русском языке книга была издана в 1984 году издательством Прогресс.